# دوج میرادا

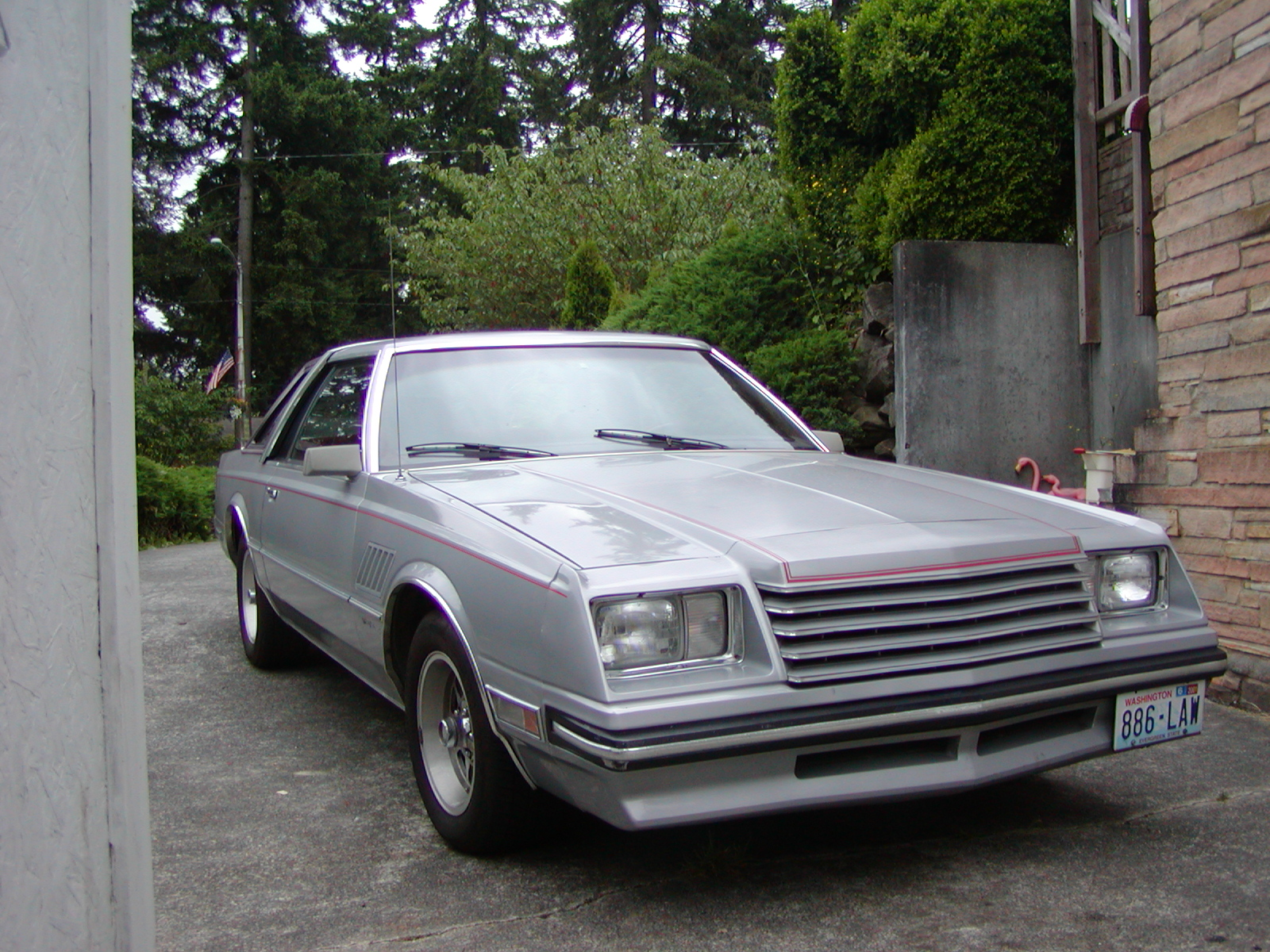

دوج میرادا (Dodge Mirada) خودرویی است که در سال‌های ۱۹۸۰ تا ۱۹۸۳در ویندزور و کانادا تولید شده‌است.
این خودرو در کلاس خودرو سایز متوسط قرار گرفته، طراحی آن خودروهای موتور جلو-محور عقب بوده طول آن در حالت طبیعی ۲۰۹٫۵ اینچ (۵٬۳۲۱ میلیمتر)، عرض آن در حالت طبیعی ۷۲٫۷ اینچ (۱٬۸۴۷ میلیمتر) و ارتفاع آن در حالت طبیعی ۵۳٫۳ اینچ (۱٬۳۵۴ میلیمتر) و وزن آن در حالت طبیعی ۳٬۳۷۳ پوند (۱٬۵۳۰ کیلوگرم) است. سیستم جعبه‌دندهٔ آن ۳ دنده به صورت خودکار است.